# Rani Bhabani

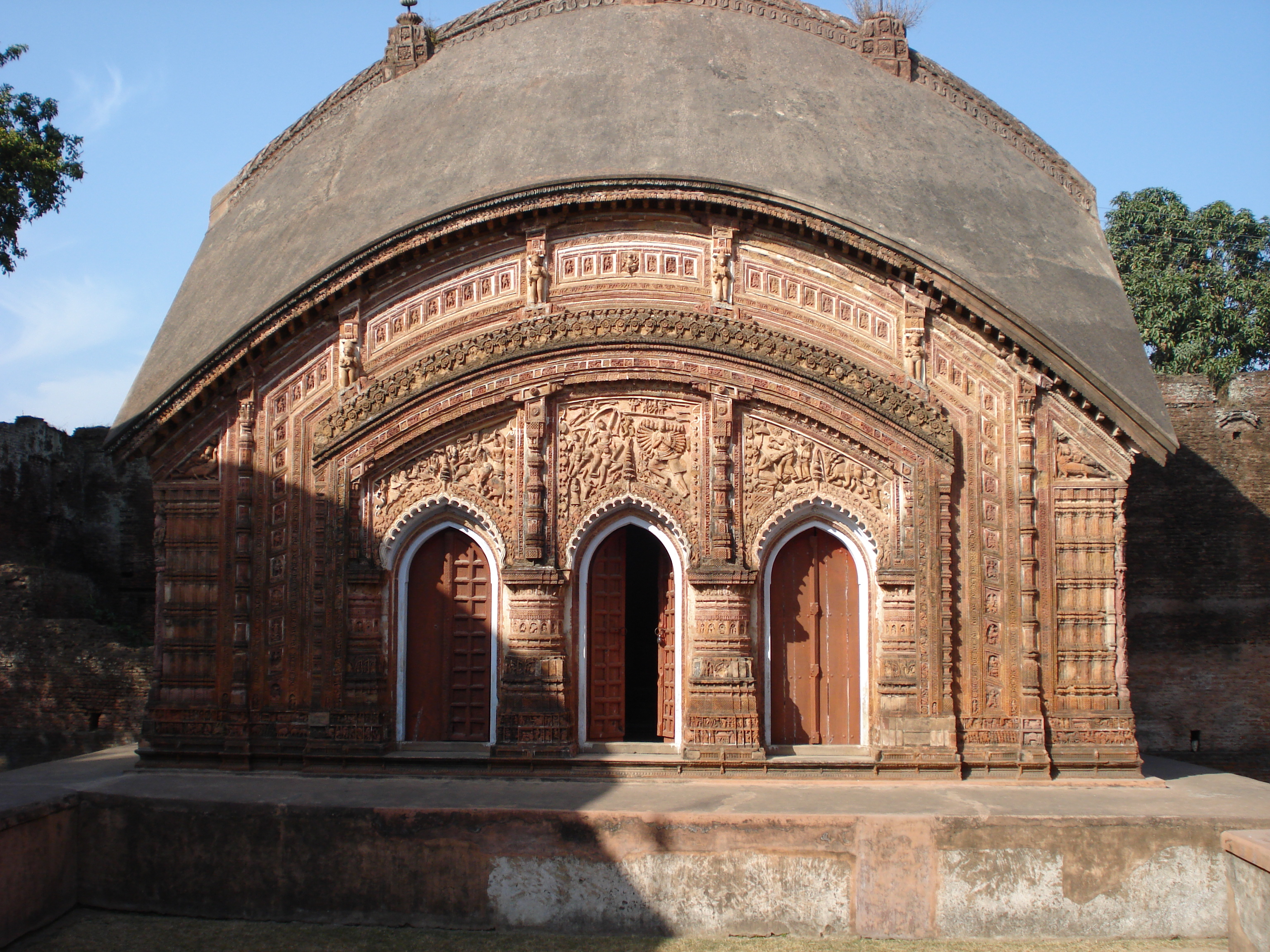
Temple Char Bangla a Baranagar, Murshidabad construït per Rani Bhabani

Rani Bhabani (Bengalí: রাণী ভবাণী) (1716–1803), també coneguda com Ardhabangeshwari (অর্ধবঙ্গেশ্বরী) i Natorer Rani o la reina de Natore, va ser una zamindar hindú durant l'època colonial britànica en el que avui dia és Rajshahi, Bangladesh. Es va convertir en zamindar després de la mort del seu marit Raja Ramkanta Moitra (Ray), zamindar dels dominis de Rajshahi Raj o Natore. Aquests eren un gran zamindari que ocupava una gran posició de Bengala i tenia una superfície de prop de 34.000 quilòmetres quadrats i incloïa no només gran part del nord de Bengala, sinó també grans parts de les àrees que més tard comprenien els districtes administratius de Murshidabad, Nadia, Jessore, Birbhum i Burdwan. Després de la mort del seu marit, Rani Bhabani de Natore Rajbari, va ampliar tant els dominis com el palau.

## Biografia
Nascut el 1716 en una família brahmana del poble de Chhatimgram, districte de Bogra, el seu pare es deia Atmaram Choudhury, un propietari del poble de Chatin al districte de Bogra, ara a Bangla Desh. Bhabani es va casar amb Raja Ramkanta Moitra, l'aleshores zamindar de Rajshahi. Després de la seva mort el 1748, Bhabani es va convertir en el zamindar de iure, i va començar a ser anomenada com a Rani, o reina. Una dona zamindar era extremadament rara en aquells dies, però Rani Bhabani va gestionar el vast Rajshahi zamindari de manera tan eficient i eficaç durant més de quatre dècades, que els ingressos anuals de la terra superaven els 15 milions de rupies, dels quals 7 milions es van pagar a l'estat i la resta es van utilitzar per construir serveis públics i donar suport als necessitats.
Després de convertir-se en la zamindar, va reconèixer la necessitat d'un exèrcit fort per protegir el seu estat del nawab de Bengala Siraj ud-Daulah, que tenia reputació de ser de moral relaxada, i va començar a reformar i reorganitzar el seu exèrcit. Les seves pors es van fer realitat, i aviat el nawab va enviar un missatger exigint a la seva filla Tara que satisfés la seva luxúria. Quan Rani Bhabani es va negar, l'indignat nawab va enviar un exèrcit per segrestar Tara, deposar la Rani i saquejar el tresor. Rani Bhabani es posà al capdavant del seu exèrcit i el liderà en la victòria contra l'exèrcit del nawab, al qual va expulsar dels seus territoris. La gent de Natore també es va unir a l'exèrcit de Rani Bhabani en la lluita contra el nawab.
La casa de Rani Bhabani a Natore segueix sent una atracció turística important a Bangla Desh fins ara.
Rani Bhabani va morir el 1803, als 79 anys, 46 anys després de la batalla de Plassey.

## Aportacions i obres
Rani Bhabani es va convertir en un nom familiar entre les classes humils a causa de la seva filantropia i generositat en general, combinada amb una vida personal austera. Es creu que el nombre de temples, cases d'hostes i carreteres que va construir a Bengala es compta per centenars. També va construir nombrosos dipòsits d'aigua, alleujant un problema persistent de la regió. Va construir una carretera d'Howrah a Varanasi, que encara es fa servir avui dia. També es va interessar en la difusió de l'educació i va fer donacions molt generoses a moltes institucions educatives.
Va intentar portar una reforma social introduint el nou matrimoni de vídues a la societat, però no va tenir èxit. Durant la fam del Gran Bengala de 1770, va ajudar els pobres contractant vuit vaidyas per ajudar el poble a les seves pròpies despeses.
A Baranagar, del 1753 al 1760, va encarregar la construcció de 108 temples de terracota dedicats a Shiva, amb l'objectiu de convertir el lloc en un segon Varanasi. Molts dels temples es perderen a causa del canvi de curs del riu. Entre els supervivents es troben els temples Char Bangla.
També va fer grans contribucions a Tarapith i Benaras. Tarapith, una ciutat del temple hindú situada a la província índia de Bengala Occidental és famosa per (la deessa Tara) i el sant hindú Bamakhepa. El Durga Kund Mandir a Varanasi va ser construït per Rani Bhabani.
Durant l'era de Rani Bhabani, va fer algunes grans contribucions per al desenvolupament i la renovació del temple de Bhabanipur, un shakti-peeth (lloc de pelegrinació) que es troba a Sherpur Upazila del districte de Bogra.

## En la cultura popular
'Rani Bhabani', una pel·lícula de 1952 dirigida per B.Ratan Chatterjee.